# Centro Nacional de Inteligencia
Das Centro Nacional de Inteligencia (CNI; deutsch Nationales Nachrichtendienstzentrum) ist der Geheimdienst des Königreiches Spanien. Dieser wurde im November 2002 per Gesetz ins Leben gerufen. Der Vorgänger war das Centro Superior de Información de la Defensa (CESID).
Das wichtigste Ziel des CNI ist es, die Regierung mit den notwendigen Informationen zu versorgen, um Risiken und Bedrohungen für die Unabhängigkeit oder Integrität Spaniens abzuwehren. Ebenso wichtig sind die nationalen Interessen und die Stabilität des Rechtsstaats.
Es ist gesetzlich festgelegt, dass die Ziele jährlich bestimmt und durch den Ministerrat überprüft werden. Diese werden dann schriftlich in der geheimen Informationsdirektive niedergelegt.
Abgesehen von diesem Kontrollorgan existiert noch eine richterliche Kontrolle. Die Aktivitäten des CNI werden von einem Richter, der vom Consejo General del Poder Judicial (dieser wird vom Präsidenten des Verfassungsgerichts, Tribunal Supremo (TS) besetzt) bestimmt wird, überprüft.
Die Zeitung Público veröffentlichte im Jahr 2019 Berichte, wonach der CNI im Vorfeld der islamistischen Anschläge in Barcelona und des versuchten Anschlags in Cambrils 2017 in Kontakt mit der Führung der Terroristen stand. Der Chef der Terrorzelle Imam Abdelbaki Es Satty war ein Informant des CNI.
Im Mai 2022 wurde Esteban als Direktorin des CNI entlassen, nachdem bekannt geworden war, dass ihre Behörde die Mobiltelefone von katalanischen Separatisten mit der Spyware Pegasus infizieren ließ. Ihre mutmaßliche Nachfolgerin wird Esperanza Casteleiro.

## Direktoren
- José María Bourgon López-Dóriga, 1977–1979
- Gerardo Mariñas, 1979–1981
- Emilio Alonso Manglano, 1981–1995
- Félix Miranda, 1995–1996
- Javier Calderón, 1996–2001
- Jorge Dezcallar de Mazarredo, 2001–2004
- Alberto Saiz Cortés, 2004–2009
- Félix Sanz Roldán, 2009–2019
- Paz Esteban López, 2020–2022 (2019–2020 a. i.)
- Esperanza Casteleiro, seit 2022